# Carl Rudolf Florin
Carl Rudolf Florin (Solna, 5 aprile 1894 – Falköping, 24 settembre 1965) è stato un botanico svedese.
È considerato un pioniere nello studio delle conifere fossili.

## Biografia
Nato a Solna nel 1894, Carl Rudolf Florin era figlio di un giardiniere del Bergianska trädgården (Hortus Bergianus), il giardino botanico situato nei pressi del Museo Svedese di Storia Naturale; dopo aver studiato Biologia, all'Università di Stoccolma si interessò con il padre di pomologia e con la moglie Elsa intraprese studi sulla fertilità dei pollini degli alberi da frutto.
Nel 1942 divenne professore di botanica e nel 1944 fu nominato direttore del Bergianska trädgården (Professor Bergianus); nel 1947 fu nominato membro dell'Accademia reale svedese delle scienze. È morto in un sanatorio nei pressi di Falköping nel 1965.
Ha descritto più di quaranta tra nuovi generi e specie.